# 拉布里特
拉布里特（法語：Labrit，法語發音：[labʁit]）是法国朗德省的一个市镇，属于蒙德马桑区。

## 地名
该地名“Labrit”发音为[labʁit]，末尾字母“t”发音，《世界地名翻译大辞典》与《世界地名译名词典》将其误译作“拉布里”。

## 地理
拉布里特（44°6'17"N, 0°32'40"W）面积72.18 平方千米，位于法国新阿基坦大区朗德省，该省份为法国西南部沿海省份，是法國本土面积第二大的省，北起吉倫特省，西临大西洋，南至大西洋比利牛斯省，东临热尔省，东北与洛特-加龍省接壤。
与拉布里特接壤的市镇（或旧市镇、城区）包括：布罗卡、吕克塞、萨布尔、勒桑、韦尔。
拉布里特的时区为UTC+01:00、UTC+02:00（夏令时）。

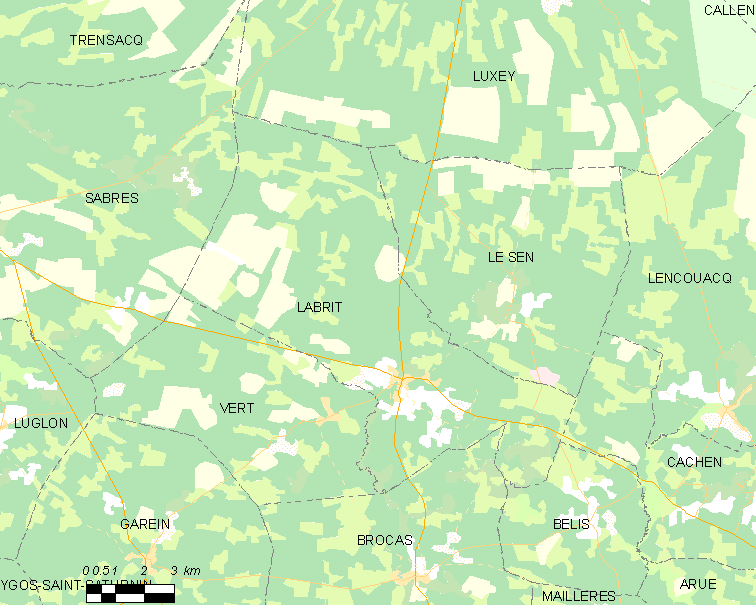
拉布里特的OSM定位图

## 行政
拉布里特的邮政编码为40420，INSEE市镇编码为40135。

## 政治
拉布里特所属的省级选区为上朗德-阿马尼亚克县。

## 人口

1962-2008年间拉布里特人口变化图示

拉布里特于2022年1月1日时的人口数量为849人。